# パイソン (核兵器プライマリ)
パイソンは、核兵器開発史研究家 チャック・ハンセンによれば、アメリカの熱核兵器のいくつかでプライマリとして使用されたブースト型核分裂爆弾である。
プライマリは核融合爆弾を起爆する（すなわち核融合反応を開始させる）ための高温・高圧を得る目的で使われる核分裂爆弾のことを表す術語である（これに対して、核融合部分をセカンダリと呼ぶ）。
ハンセンの研究によれば、パイソンは核弾頭 W34、W28、W40 および W49 と核爆弾 B28 に用いられ、またセカンダリを持たない兵器（すなわち単なる原爆）にも使われていた。W34は Mk45 ASTOR 核魚雷やMk101 ルル核爆雷、Mk105 ホットポイント核爆弾に搭載されていた。
さらに、パイソンはW28のイギリス版であるレッドスノーのプライマリとして、ピーター（"Peter"）という名称でイギリスで生産された。ピーターはレッドベアードの弾頭部の置換用として、またドイツ駐留イギリス陸軍向けのヴァイオレットミスト（"Violet Mist"）核地雷として提案されていた。
パイソンでは爆縮レンズ用の爆薬として溶填可能なサイクロトールを用いている。既に利用され始めていたPBXではなく、あえて旧式のサイクロトールを用いたのは、戦略爆撃機隊への熱核兵器の配備を急いでいたイギリス軍がパイソンの導入を決めたためだと考えられる。傍証として、イギリスはサイクロトールのような溶填可能爆薬の製造・保管・使用に長けていたことが挙げられる。
過去の資料から、これらの核兵器には共通する信頼性の問題があったことが分かっており、ハンセンが三重水素の核融合反応断面積の計算誤りを指摘している。しかし、1963年に締結・発効した部分的核実験禁止条約によって1960年代半ば以降は核実験が一時行われなくなり（この時期は核実験モラトリアムとも呼ばれる）、実験での確認がされていなかったため、問題が見つかって修正されたのはモラトリアム以後のことであった。この問題はツェツェとも共通のものであった。
パイソンを採用した核兵器の諸元は以下の通りである。
| パイソンを採用した核兵器 | パイソンを採用した核兵器 | パイソンを採用した核兵器 | パイソンを採用した核兵器 | パイソンを採用した核兵器 |
| ------------------------ | ------------------------ | ------------------------ | ------------------------ | ------------------------ |
| 型式                     | 核出力                   | 直径                     | 全長                     | 重量                     |
| B28                      | 1,450キロトン            | 22インチ (56 cm)         | 170インチ (430 cm)       | 2,300ポンド (1,000 kg)   |
| W28                      | 1,450キロトン            | 20インチ (51 cm)         | 60インチ (150 cm)        | 1,725ポンド (782 kg)     |
| W40                      | 10キロトン               | 18インチ (46 cm)         | 32インチ (81 cm)         | 385ポンド (175 kg)       |
| W49                      | 1,440キロトン            | 20インチ (51 cm)         | 58インチ (150 cm)        | 1,610ポンド (730 kg)     |
| W34                      | 11キロトン               | 17インチ (43 cm)         | 32インチ (81 cm)         | 320ポンド (150 kg)       |